# 中國藩王列表
中國藩王列表，以下的列表列出中國歷史上各朝代的封王。
本頁面僅僅是一個索引，請根據時代不同選擇以下不同列表：
- 秦楚之際諸侯王列表
- 西漢藩王列表
- 東漢藩王列表
- 三國藩王列表
- 晉朝藩王列表
- 十六國藩王列表
- 南朝藩王列表
- 北朝藩王列表
- 隋朝藩王列表
- 唐朝王爵列表
- 五代十國藩王列表
- 宋朝王爵列表
- 元朝藩王列表
- 明朝藩王列表
- 清朝藩王列表
- 清朝親王列表
- 清朝郡王列表